# Climat de Seine-et-Marne
Le climat de la Seine-et-Marne connaît un régime climatique tempéré de type atlantique. La pluviosité est légèrement plus marquée aux environs de Fontainebleau et dans l'est de la Brie française, la Brie humide (700 mm de pluie/an) contre une moyenne départementale à 650 mm, légèrement supérieure au reste de la région Île-de-France (600 mm). Température moyenne de 3,2° en janvier et 18,6° en juillet à Melun sur la période 1953-2002.
La tempête Lothar du 26 décembre 1999 a fait cinq morts en Seine-et-Marne et a couché de très nombreux arbres. La canicule de l'été 2015 a battu des records de chaleur à Melun avec 39,4 °C et Samois-sur-Seine bat le record d'Île-de-France avec 42,5 °C[réf. souhaitée]. Du 30 mai au 6 juin 2016, le Sud du département a été touché par de fortes pluies. Ces intempéries ont amené la crue de plusieurs cours d'eau dont le Loing et la Marne. Les crues de ces affluents de la Seine ont eu de lourdes conséquences : pendant plusieurs jours, les rues de nombreux villes et villages comme Nemours ont été totalement inondées (on  a mesuré 2,3 mètres d'eau par endroits), les habitants ont été privés d'électricité, d'eau courante et de gaz pendant près d'une semaine. Les dégâts matériels ont été nombreux et coûteux, le bilan humain a été en revanche peu important. 

## Climat de Melun
| Mois                                             | jan.          | fév.          | mars          | avril        | mai          | juin         | jui.         | août         | sep.         | oct.         | nov.         | déc.          | année      |
| ------------------------------------------------ | ------------- | ------------- | ------------- | ------------ | ------------ | ------------ | ------------ | ------------ | ------------ | ------------ | ------------ | ------------- | ---------- |
| Température minimale moyenne (°C)                | 1,6           | 1,4           | 3,4           | 5,4          | 9            | 12,1         | 13,9         | 13,7         | 10,7         | 8,1          | 4,5          | 2,2           | 7,2        |
| Température moyenne (°C)                         | 4,2           | 4,9           | 7,9           | 10,8         | 14,3         | 17,5         | 19,8         | 19,6         | 16           | 12,2         | 7,6          | 4,7           | 11,6       |
| Température maximale moyenne (°C)                | 6,9           | 8,3           | 12,5          | 16,2         | 19,7         | 23           | 25,6         | 25,5         | 21,4         | 16,3         | 10,6         | 7,3           | 16,1       |
| Record de froid (°C) date du record              | −19,8 17.1985 | −19,7 14.1956 | −10,3 12.1958 | −4,6 12.1986 | −2,1 07.1957 | 1,6 04.1975  | 4 08.1954    | 3,5 31.1986  | 0,4 24.1947  | −4,8 29.1985 | −9,3 24.1998 | −14,8 29.1964 | −19,8 1985 |
| Record de chaleur (°C) date du record            | 16,9 05.1999  | 21,2 24.2021  | 25,6 25.1955  | 29,5 30.1994 | 31,6 28.2017 | 36,8 27.2011 | 41,9 25.2019 | 38,9 12.2003 | 34,4 15.2020 | 29,4 01.1985 | 22,1 07.2015 | 17,6 07.2000  | 41,9 2019  |
| Ensoleillement (h)                               | 59,5          | 82,9          | 142,9         | 188,2        | 216,3        | 226,1        | 234,7        | 225,3        | 180,4        | 118,5        | 68,4         | 54,4          | 1 797,5    |
| Précipitations (mm)                              | 50,9          | 46            | 46,6          | 48,8         | 61,9         | 58,1         | 59,4         | 54,2         | 54           | 58,5         | 56,3         | 63,2          | 657,9      |
| dont nombre de jours avec précipitations ≥ 1 mm  | 10,7          | 9,8           | 9,1           | 9            | 9,8          | 8,9          | 7,7          | 7,9          | 7,9          | 9,5          | 10,6         | 11,7          | 112,6      |
| dont nombre de jours avec précipitations ≥ 5 mm  | 3,6           | 3,4           | 3,2           | 3,2          | 4,2          | 3,9          | 3,8          | 3,4          | 3,6          | 4,2          | 3,9          | 4,5           | 44,9       |
| dont nombre de jours avec précipitations ≥ 10 mm | 1,1           | 0,7           | 1,1           | 1,2          | 1,9          | 1,7          | 1,9          | 1,7          | 1,6          | 1,7          | 1,3          | 1,5           | 17,4       |

## Climat de Meaux
Le climat de Meaux est un climat océanique comme une grande partie de la France.

## Climat de Torcy
Le climat de Torcy est un régime climatique tempéré de type atlantique. La pluviosité est d'une moyenne de 650 mm de pluie par an.